# 鬼吹灯之昆仑神宫 (2020年电影)
《昆仑神宫》，又名《鬼吹灯之昆仑神宫》，改编自天下霸唱小说《鬼吹灯》系列小说，鬼吹灯系列电影之一。是由腾讯视频出品、上海浮生若梦影业制作，由张羽导演，王泷正、王姿允、韩烨洲等人主演的一部奇幻冒险电影。讲述胡八一、Shirley杨和王胖子等人前往古格王国的遗址、喀拉米尔的龙顶冰川一带探秘的故事。本片于2020年12月24日在网络平台腾讯视频播出。

## 演員
- 王泷正 飾 胡八一
- 王姿允 飾 Shirley杨
- 韩烨洲 飾 王胖子
- 刘波 飾 明叔